# Magnus von Wright
Magnus von Wright, född 13 juni 1805 på Haminanlax gård nära Kuopio, död 5 juli 1868 i Helsingfors, var en finländsk målare tecknare, grafiker, ritlärare, skriftställare och vice lantmätare. Han var en av bröderna von Wright.

## I Sverige

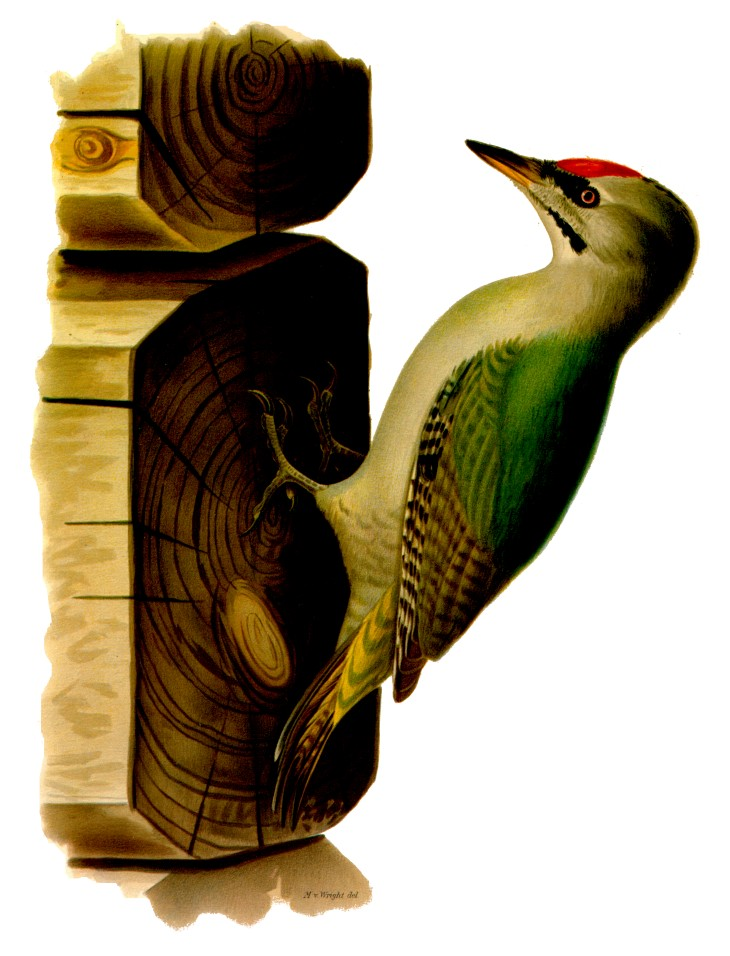
Gråspett från Svenska foglar efter naturen.

Han var son till majoren Henrik Magnus von Wright och Maria Elisabet Tuderus samt bror till Ferdinand och Wilhelm von Wright. Han var från 1837 gift med Christina Sophie Sallmén. Magnus von Wright blev 1826 elev vid Konstakademien i Stockholm. Jämsides med studierna utförde han illustrationer för naturvetenskapliga arbeten och på greve Nils Bondes bekostnad arbetade han tillsammans med brodern Wilhelm med planschverket Svenska foglar efter naturen och på sten ritade, 30 häften med 184 handkolorerad upplaga om 100 exemplar, men utan text, 1828–1829, (en med text av Einar Lönnberg försedd fullständig upplaga, i vilken sammanförts alla tre bröderna Wrights fågelplanscher, så vitt som de kunnat anses lämpliga, utgavs på I. Baarsens förlag i Stockholm 1917–1929). Samtidigt publicerade han i Vetenskapsakademiens Handlingar Anteckningar om flyttfoglarnes ankomst till Finland, gjorda 1824–1826 samt följande år Åtskilliga flyttfoglars ankomst till de Stockholm närmast omgifvande trakter, anmärkt år 1827. Under sin tid i Stockholm medverkade han i Konstakademiens utställning 1829 med några djurmotiv målade i gouache. 

## Åter i Finland
Av ekonomiska skäl tvingades von Wright att avbryta sina studier och återvända till Finland 1829. Han anställdes som kartritare vid lantmäteristyrelsen 1836 och blev vice lantmätare 1836. Han blev preparator vid Helsingfors universitets zoologiska museum 1845 och tillförordnad ritlärare vid Helsingfors universitets ritsal 1849. Han medverkade från 1847 i ett flertal finländska samlingsutställningar och som Finska Konstföreningens stipendiat genomförde han en studieresa till Düsseldorf 1857. Han återvände 1866 till Stockholm som prisdomare vid den stora konstutställningen i Stockholm där han själv deltog med några verk. Hans första målning i olja, Sidensvansar, utfördes 1839, förut hade han använt endast vattenfärger och gouache. Oräkneliga alster av hans pensel spreds i Finland, bland annat porträttlandskap av finländska herrgårdar. Han utförde landskapsteckningar i blyerts och illustrationer till planschverket Finland framstäldt i teckningar (1845; text av Zacharias Topelius). Han var en av den finländska konstens första banbrytare. Hans konst består förutom djurbilder och landskap av stilleben och några enstaka porträtt utförda som målningar, teckningar och etsningar. En minnesutställning med hans och hans bröders konst visades i Helsingfors 1928–1929.

## Ornitologiskt författarskap
Magnus von Wright fortsatte i Finland även sitt ornitologiska författarskap. Finska vetenskapssocieteten, vars medlem han blev 1857, publicerade 1856 hans Anteckningar under en ornitologisk resa från Kuopio till Avasaksa samt 1859 första delen av ett större arbete över Finlands foglar, vars andra del (i omarbetning av Johan Axel Palmén) utkom 1873.  
Von Wright är välrepresenterad i Konstföreningens galleri i Helsingfors (porträtt, landskap, utsikter från Helsingfors, fåglar) och han är även representerad vid bland annat Göteborgs konstmuseum, Nationalmuseum, Cygnaei galleri i Helsingfors, Finlands Nationalmuseum, Helsingfors stad, Åbo konstmuseum och Ateneum i Helsingfors. 

## Utmärkelser
- Sankt Stanislausorden, tredje klass,  1861[9]
- Riddare av Sankt Olavs orden,  1866[9]

[Redigera Wikidata]